# رياض الصلح
رياض رضا الصلح (17 أغسطس 1894 - 17 يوليو 1951)، سياسي لبناني وأول رئيس وزراء للبنان بعد استقلال البلاد، تولى رئاسة الوزراء عدة مرات. كان الصلح أحدَ أهم الشخصيات في نضال لبنان من أجل الاستقلال، وتمكن من توحيد الطوائف الدينية المختلفة ويعتبر من مؤسسي لبنان وله أثر كبير في فصل لبنان عن سوريا وبناء كِيان سياسي مستقل للبنان تحت الانتداب الفرنسي.

## حياته
ولد في صيدا عام 1893 لأم شركسية ولأب من أصول مصريةٍ قام وجهاؤها بمهام شيوخ الصُّلح، وفدت إلى صيدا مع حملة «إبراهيم باشا» بن محمد علي. جدُّه أحمد باشا الصلح تسلَّم عدة مناصب أيام العثمانيين منها متصرِّف اللاذقية، وعمَّاه كامل الصلح (ت 1917) رئيس محكمتي استئناف دمشق وطرابلس الغرب، ومنح الصلح (ت 1921)، نال إجازة في الحقوق. حكم عليه الديوان العرفي التركي في عاليه بالنفي مع والده رضا الصلح بسبب مناوأتهم لـحزب الاتحاد والترقي العثماني فأمضيا ما بين 1916 و 1918 في إزمير في الأناضول. بعد نهاية الحرب العالمية الأولى، أقام في دمشق ودخل في جمعية العربية الفتاة السرِّية، وبعد الاحتلال الفرنسي لسوريا عام 1920 ذهب إلى مصر.

## حياته السياسية
شارك في المؤتمر السوري العام في دمشق عام 1919 مندوبًا عن صيدا ونشط بالدعاية لاستقلال سوريا الكبرى آنذاك تحت حكم الملك فيصل. عاد عام 1935 إلى لبنان واشتغل بالمحاماة ودخل بعد ذلك المجلس النيابي والتفَّ حوله جمهور من الناس وأيدوه. في عام 1943 تولى رئاسة الوزراء واقترح تعديل مواد بالدستور كان الفرنسيون قد وضعوها لأغراضهم الاستعمارية، وكانت هذه التعديلات قد قام بها بمشاركة مع الرئيس بشارة الخوري وهي الميثاق الوطني الذي ينظم تركيبة الحكم الطائفي في لبنان، ولما أقر مجلس النواب التعديل غضب الفرنسيون واعتقلوه مع رئيس الجمهورية بشارة الخوري مع أكثر الوزراء وبعض النواب وحبسوهم في قلعة راشيا  فأدى ذلك الاعتقال إلى ثورة اللبنانيين على هذا القرار والذي أدى بدوره في النهاية إلى إطلاق سراحهم وإعلان استقلال لبنان بتاريخ 22 نوفمبر 1943.

## اغتياله
في 16 يوليو 1951 وبينما هو في طريقه إلى مطار ماركا شمال شرق العاصمة الأردنية عمَّان عائدًا إلى بيروت بعد زيارة له إلى الملك عبد الله اغتاله عدد من رجال الحزب القومي السوري الاجتماعي بإطلاق النار عليه في سيارته. نُقل جثمانه إلى بيروت ودُفن بجوار مقام الأوزاعي في بيروت، تسمَّى الساحة القريبة منه اليوم بساحة رياض الصلح.

## حياته العائلية
تزوَّج السورية فايزة الجابري ولديه من الأبناء:
- علياء.
- منى (كانت متزوجة من الأمير طلال بن عبد العزيز آل سعود وهي أم الوليد بن طلال).
- بهيجة (أرملة سعيد الأسعد طبيب جراح ونائب سابق ووالدة رياض سعيد الأسعد).
- لمياء (أرملة الأمير المغربي مولاي عبد الله والدة ابنَيه الأميرَين: مولاي هشام ومولاي إسماعيل).
- ليلى (زوجة ماجد حماده ابن الرئيس صبري حماده).

## معرض صور

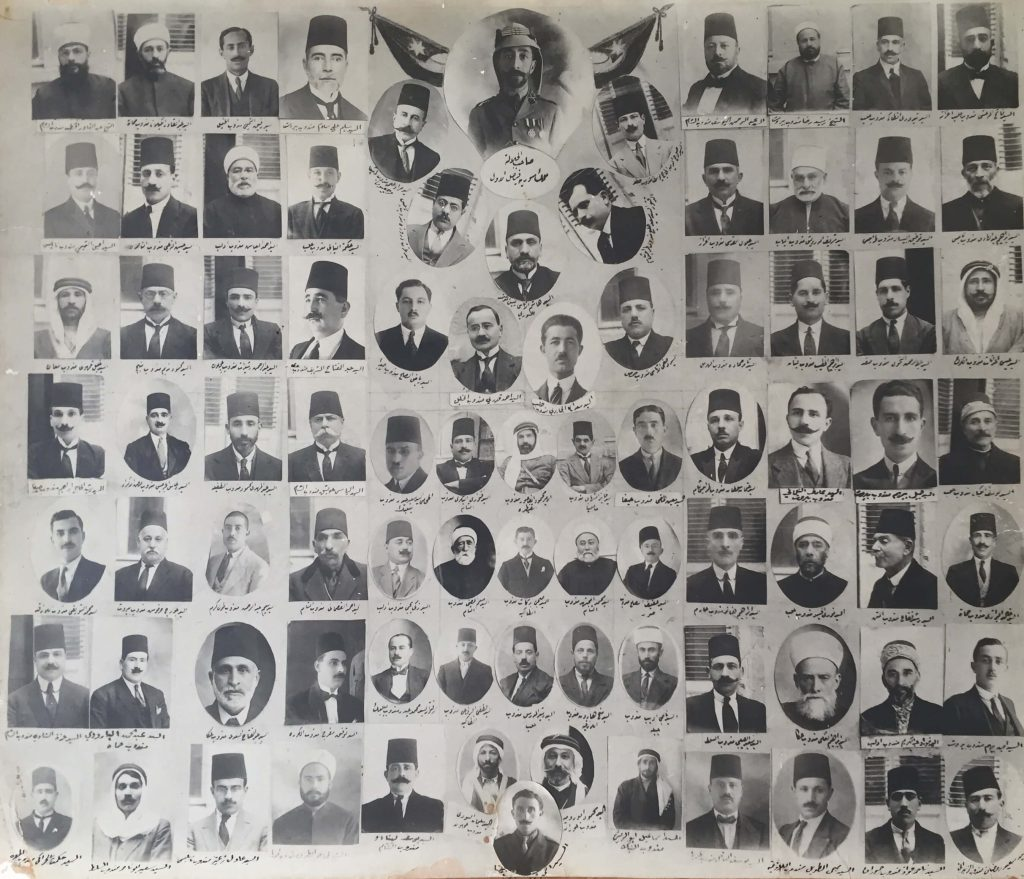
لوحة تظهر مندوبي المناطق السورية المشاركين في المؤتمر السوري العام يظهر فيها رياض الصلح في الصف الثاني من الصور في الوسط تحت صورة الملك فيصل وهو الأخير إلى اليسار
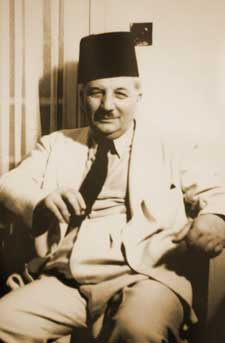
رياض الصلح
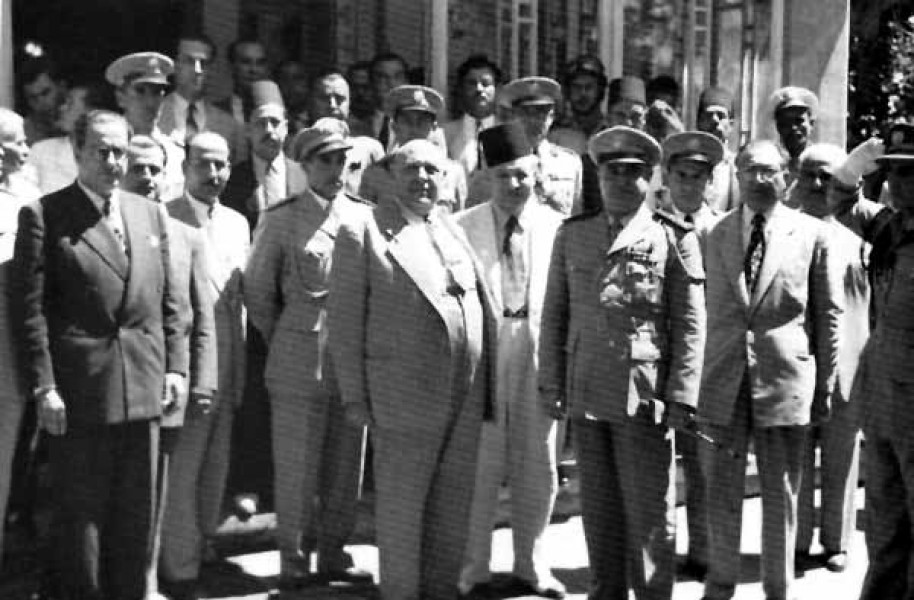
رياض الصلح في القمة اللبنانية السورية عام 1949
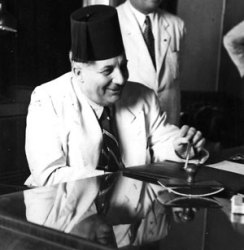
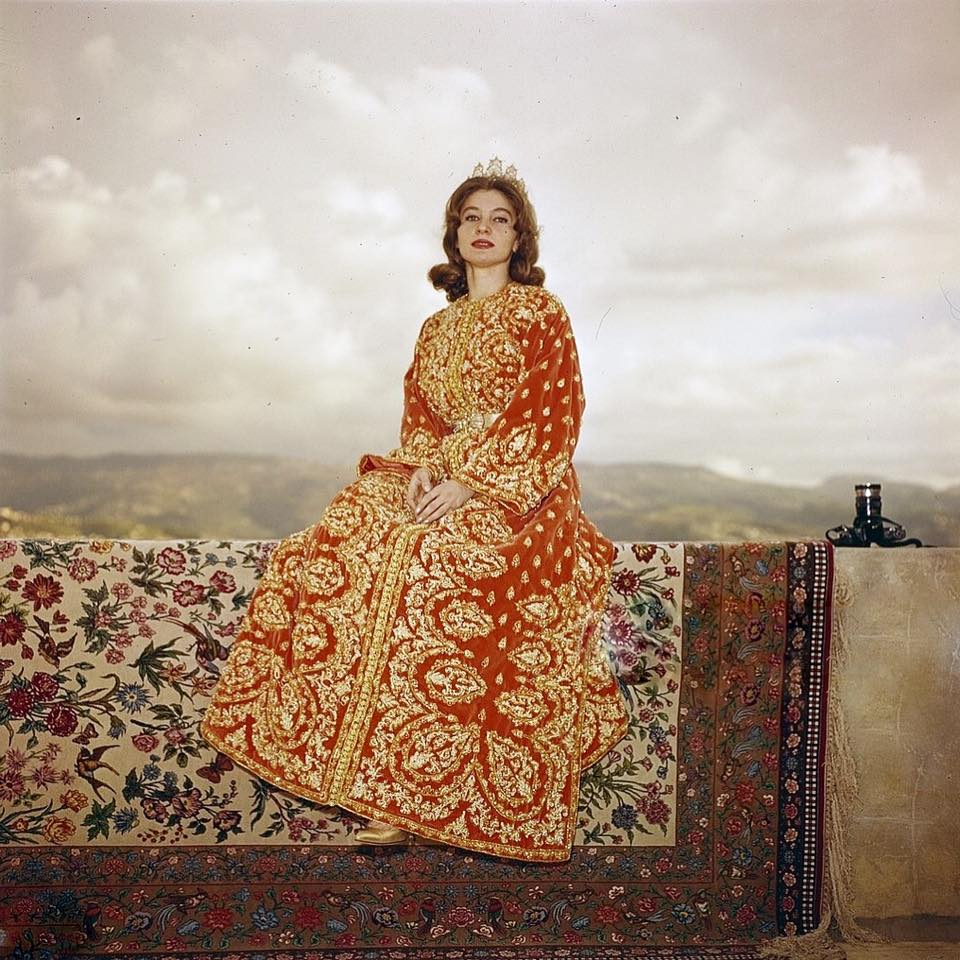
لمياء الصلح ابنة رياض الصلح